# がんばれ!ドモンくん ガンダムパーティ
『がんばれ! ドモンくん ガンダムパーティ』は、日本のアニメ及びその関連作品「ガンダムシリーズ」をパロディ化した4コマ漫画作品。ときた洸一著。講談社の雑誌「コミックボンボン」で1994年～1998年まで連載された。漫画『機動武闘伝Gガンダム』・『新機動戦記ガンダムW』・『機動新世紀ガンダムX』・『新機動戦記ガンダムW デュアルストーリー G-UNIT』に付属するおまけ漫画という扱いである。登場人物などは『SDガンダム』のように2頭身にデフォルメされている。

## 概要
本作は当初、同じ作者が漫画『機動武闘伝Gガンダム』連載中に、夏休み増刊号に『がんばれ!ドモンくん』として開始された。その後、1月号から本誌でも連載を開始し、作者が『新機動戦記ガンダムW』連載時に『がんばれ!ドモンくんW』（がんばれドモンくんダブル）、『機動新世紀ガンダムX』の連載時に『がんばれ!ドモンくん ガンダムパーティ』と改題し続けられ、人気を博した。
SDガンダムのように2頭身にデフォルメされた登場人物やモビルスーツによるコミカルなやり取りが繰り広げられる。また、各話には「今月のNG」というタイトルで同月の本編のシーンをパロディ化したネタも描かれている。
その後、『新機動戦記ガンダムW デュアルストーリー G-UNIT』が開始された際も連載が続けられた。しかし、「覇王マガジン」休刊の影響で、作者は漫画『新機動戦記ガンダムW BATTLEFIELD OF PACIFIST』の後半100ページを急遽描き下ろさなければならなくなり多忙を極めたため、『～ G-UNIT』の連載終了を待たず本作は終了せざるを得なかった。
後に『ガンダムEXA』単行本巻末にて『がんドモEXA』というタイトルで、同作の要素を取り入れる形で復活している（他にも『機動戦士ガンダム00F』のおまけ漫画『へれすて』など、ときたが手掛けたガンダム作品には本作同様のコンセプトのおまけ漫画が存在する）。

## 主な登場人物
登場キャラクターは『機動武闘伝Gガンダム』・『新機動戦記ガンダムW』・『機動新世紀ガンダムX』・『新機動戦記ガンダムW デュアルストーリー G-UNIT』の他、『新機動戦記ガンダムW BATTLEFIELD OF PACIFIST』・『新機動戦記ガンダムW Endless Waltz』といったときた洸一が手がけた漫画作品に登場した多くの人物（ドモン・カッシュ、ヒイロ・ユイ、ガロード・ランなど）である。アニメのみで漫画には登場しないキャラクターも含む。ときた洸一の作品ではないが、東方不敗の若い頃の写真として、『機動武闘外伝ガンダムファイト7th』のシュウジ・クロスの写真が登場したことがあった。
また、本作のオリジナルキャラクターとしては「ライオンくん」がいる。これはアニメ『新機動戦記ガンダムW』作中でトロワ・バートンがサーカスで操っていた猛獣のライオンを擬人化したものである。他には東方不敗の愛馬の風雲再起（本作では東方不敗の一番弟子でドモンの兄弟子）、ネーデルガンダムなども擬人化されている。
登場人物やモビルスーツはSDガンダムのように2頭身にデフォルメされているが、当時の一般的なSDガンダムと違いガンダムのアイカメラに瞳は描かれておらず、ネーデルガンダムを除くと基本的に擬人化はされていない。ちなみに、ドモンとヒイロは本編の八頭身の状態で登場した事がある。
なお、人気投票では常にデュオ・マックスウェルが1位を飾った。

## 書誌情報
基本的に『機動武闘伝Gガンダム』・『新機動戦記ガンダムW』・『機動新世紀ガンダムX』・『新機動戦記ガンダムW デュアルストーリー G-UNIT』の単行本に収録されているほか、1996年8月6日に、ボンボンKCデラックスで、『がんばれ!ドモンくん ガンダムパーティ』の単行本が発売された。この単行本に収録されているのは『がんばれ!ドモンくん』『がんばれ!ドモンくんW』と『がんばれ!ドモンくん ガンダムパーティ』第1話まで（描き下ろし含む）であり、それ以降は収録されていない。

### 単行本
『機動武闘伝Gガンダム』全3巻（ボンボンKC（講談社）、『がんばれ!ドモンくん』収録）
1. 第1巻（1994年）ISBN 4-06-321719-1
2. 第2巻（1995年）ISBN 4-06-321732-9
3. 第3巻（1995年）ISBN 4-06-321742-6

『新機動戦記ガンダムW』全3巻（ボンボンKC、『がんばれ!ドモンくんW』収録）
1. 第1巻（1995年）ISBN 4-06-321755-8
2. 第2巻（1996年）ISBN 4-06-321766-3
3. 第3巻（1996年）ISBN 4-06-321772-8

『がんばれ!ドモンくん ガンダムパーティ』全1巻（ボンボンKCデラックス（講談社））
1. 全1巻（1996年）ISBN 4-06-319721-2

『機動新世紀ガンダムX』全3巻（ボンボンKC、『がんばれ!ドモンくん ガンダムパーティ』収録）
1. 第1巻（1996年）ISBN 4-06-321784-1
2. 第2巻（1997年）ISBN 4-06-321795-7
3. 第3巻（1997年）ISBN 4-06-321803-1

『新機動戦記ガンダムW デュアルストーリー G-UNIT』全3巻（ボンボンKC、『がんばれ!ドモンくん ガンダムパーティ』収録）
1. 第1巻（1997年）ISBN 4-06-321818-X
2. 第2巻（1998年）ISBN 4-06-321831-7
3. 第3巻（1998年）ISBN 4-06-321835-X

- なお、それぞれの作品のコミックスでも、復刻版等には当作品は収録されていない。